# James Bowie
Pour les articles homonymes, voir James Bowie (homonymie) et Bowie.
 (octobre 2009).
Si vous disposez d'ouvrages ou d'articles de référence ou si vous connaissez des sites web de qualité traitant du thème abordé ici, merci de compléter l'article en donnant les références utiles à sa vérifiabilité et en les liant à la section « Notes et références ».
James (Jim) Bowie ([ˈbuːi] BOO-ee), né le 10 avril 1796 et mort le 6 mars 1836, est un pionnier et soldat américain. Il a joué un grand rôle au XIXe siècle dans la révolution texane, culminant avec sa mort à la bataille de Fort Alamo. Les histoires innombrables à son sujet font de lui un bagarreur et un homme de la Frontière, à mi-chemin entre la réalité et la fiction ; il est ainsi devenu une figure légendaire de l'histoire du Texas.
Il inspira David Bowie dans le choix de ce pseudonyme, dont la prononciation habituelle à l’anglaise ([ˈbəʊi]) diffère toutefois.

## Biographie

### Contrebandier et duelliste

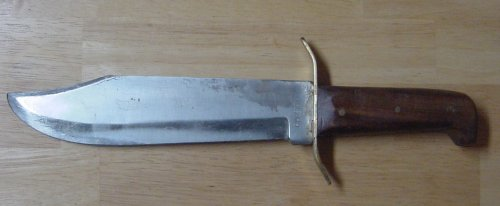
Un couteau Bowie.

Né dans le comté de Logan au Kentucky, Bowie passa la plus grande partie de sa vie en Louisiane, où il fut élevé et se livra plus tard à des spéculations foncières. James Bowie a d'abord fait fortune dans la contrebande d'esclaves, qui s'est développée après 1807 lorsque le Congrès des États-Unis a interdit les traites négrières. Il devint avec ses frères John et Rezin (en) l'un des principaux clients du pirate Jean Lafitte qui s'était installé dans l'embouchure du Mississippi, profitant du statut encore vague de la Louisiane après son rachat à la France en 1803.
Sa réputation commença en 1827 avec le fameux « Combat sur le banc de sable ». Cette affaire, qui avait commencé par un duel entre deux autres hommes, dégénéra en une mêlée au cours de laquelle Bowie, blessé d'une balle et atteint d'un coup de poignard, tua avec son grand couteau  le shérif de la paroisse des Rapides. Cet épisode, ainsi que d'autres prouesses réalisées par Bowie avec ce couteau, eurent pour résultat la vaste popularité du couteau Bowie.

### Révolution du Texas
Ce qui scella la réputation de Bowie, ce fut son rôle dans la révolution texane. Après s'y être installé, en 1830, il était devenu citoyen mexicain et avait épousé la fille du vice-gouverneur de la province, petite fille du leader espagnol Angel Navarro. Sa gloire au Texas s'accrut à la suite de son expédition manquée pour retrouver une mine perdue légendaire, car le petit groupe qu'il commandait repoussa l'attaque d'une importante troupe d'Amérindiens. 
Quelques mois plus tard, une épidémie de choléra atteint le Texas. Craignant que la maladie n'atteigne San Antonio, Bowie envoya sa femme enceinte et leur fille à Monclova pour se réfugier chez ses parents et son frère John. Mais le choléra frappa Monclova, et, entre le 6 et le 14 septembre 1833, sa femme Ursula, leur fille, son frère et ses parents moururent tous de la maladie. Bowie, qui était en affaires à Natchez, apprit la nouvelle en novembre. À partir de ce moment-là, il commença à boire fortement et négligea son allure.
L'année suivante, en 1833, le gouvernement mexicain fit passer de nouvelles lois pour autoriser la vente de terrains au Texas, et Bowie retourna à ses activités de spéculations foncières. Il fut désigné délégué foncier du Texas et chargé de promouvoir l'installation dans les terres achetées par John T. Mason. Sa charge prit fin brutalement, deux ans plus tard en mai 1835, quand le président Antonio López de Santa Anna abolit le gouvernement de Coahuila y Tejas (on écrit Tejas ou Texas) et ordonna l'arrestation de tous les Texans (Bowie y compris) qui faisaient affaire à Monclova. Bowie fut forcé de s'enfuir de Monclova et de retourner dans les terres des « Anglos » (désignant les immigrants anglo-saxons du Texas).
Les « Anglos », au Texas, commencèrent à se révolter et à prendre le parti de la guerre contre Santa Anna : Bowie travailla avec William B. Travis, le chef du parti pour la guerre, afin de gagner du soutien. Il visita en outre plusieurs villages amérindiens dans l'est texan afin de persuader les tribus amérindiennes, réticentes, de combattre avec eux contre le gouvernement mexicain. Santa Anna répondit à cette agitation en ordonnant la levée d'un grand nombre de troupes au Texas.

### La bataille de Concepción
La révolution texane commença le 2 octobre 1835, avec la bataille de Gonzales. Stephen F. Austin forma une milice de 500 hommes (parfois nommée « Armée texane ») pour marcher sur les forces mexicaines à San Antonio avec le canon qui avait précipité les combats. Le 22 octobre 1835, Austin demanda à Bowie, devenu colonel volontaire de la milice, et à James W. Fannin d'explorer les environs des missions de San Francisco de la Espada et San José y San Miguel de Aguayo afin d'y trouver des réserves de forces de volontaires. La mission partit avec 92 hommes, beaucoup d'entre eux étant des membres d'une milice de volontaires, les New Orleans Grays, qui venaient d'arriver au Texas. Après avoir découvert une bonne position défensive près de la Mission Concepción, le groupe demanda à l'armée d'Austin de les rejoindre.
Au matin brumeux du 28 octobre, le général mexicain Domingo Ugartechea conduisit une force d'infanterie de 300 hommes et de cavaliers et deux petits canons contre les forces texanes. Bien que l'armée mexicaine réussisse à attendre la portée de 200 m, les positions texanes défensives les protégeaient du feu. Au moment où les Mexicains s'arrêtèrent de tirer pour recharger leurs canons, les Texans montèrent sur un promontoire et liquidèrent quelques soldats mexicains. Les Texans sortirent de l'impasse peu après que Bowie ait mené une charge pour s'emparer des canons mexicains, qui n'étaient plus qu'à 70 m. Ugartechea fit retraite avec ses troupes, finissant ainsi la bataille de Concepción par une victoire des Texans. Un seul Texan et dix Mexicains avaient été tués. Un des hommes de Bowie le complimenta plus tard en le considérant comme « un leader né », ne dépensant jamais une balle inutilement ou mettant en danger en vain une vie, qui répétait constamment « Mettez-vous à l'abri les gars, et gardez vos réserves de feu : nous n'avons pas un homme à gaspiller. »

### Grass Fight et les difficultés de la commission
Une heure après la fin de la bataille, Austin arriva avec les restes de l'armée texane et commença le siège de San Antonio de Béxar, où le général Martín Perfecto de Cós, commandant général des forces mexicaines au Texas, et ses troupes, étaient en garnison. Deux jours plus tard, le 30 octobre, Bowie démissionna de l'armée d'Austin parce qu'il n'y avait pas de charge officielle et n'appréciait pas les « missions mineures d'exploration et d'espionnage ».
Le 3 novembre 1835, le Texas se déclara État indépendant, et un gouvernement provisoire fut formé avec Henry Smith, de Brazoria, élu gouverneur provisoire. Austin demanda à être relevé de ses fonctions dans l'armée et Sam Houston fut nommé chef de l'armée. Edward Burleson fut choisi comme commandant temporaire des troupes de San Antonio. Bowie arriva avant le conseil et prit la parole pendant une heure, demandant une commission. Le conseil refusa la demande de Bowie, probablement à cause d'une animosité persistante du fait de ses transactions foncières.
Houston offrit à Bowie une commission comme officier dans son état-major, mais Bowie rejeta l'offre, expliquant qu'il voulait prendre part aux combats. Il s'engagea donc dans l'armée comme simple soldat, sous les ordres de Fannin. Il se distingua à la bataille de Grass Fight le 26 novembre. Cos avait envoyé environ 187 hommes pour couper de l'herbe afin de nourrir les chevaux. Alors que ceux-ci retournaient vers San Antonio, Bowie prit avec lui 60 cavaliers pour les intercepter, pensant qu'ils emmenaient une cargaison précieuse. Les Mexicains accélérèrent leur marche, espérant atteindre l'abri de la ville, mais Bowie et sa cavalerie les prirent en chasse. À la fin de la bataille, les Texans avaient deux hommes blessés mais avaient capturé beaucoup de chevaux et de mules. 
Peu après, Bowie quitta San Antonio, Ben Milam conduisit un assaut sur la ville. Dans la bataille qui s'ensuivit, les Texans n'eurent à déplorer que peu de blessés, tandis que l'armée mexicaine perdit beaucoup de troupes, soit qu'elles aient déserté, soit à cause des morts. Cos se rendit et retourna à Mexico, emmenant avec lui les dernières troupes mexicaines du Texas. Croyant que la guerre était terminée, beaucoup de volontaires texans quittèrent l'armée et retournèrent dans leurs familles. 
Au début du mois de janvier 1836, Bowie alla à San Felipe et demanda au conseil de l'autoriser à recruter un régiment. Il fut à nouveau renvoyé parce qu'il n'était pas « un officier du gouvernement ou de l'armée ».

### Bataille de Fort Alamo
Houston apprit que le général Santa Anna commandait une large force et l'emmenait reprendre San Antonio ; Bowie offrit alors de mener les volontaires défendre Fort Alamo de l'attaque. Il arriva avec 30 hommes, le 19 janvier, et ils retrouvèrent 104 hommes équipés de quelques armes et canons mais peu de provisions et de poudre. Houston savait qu'il n'y avait pas assez d'hommes pour tenir la position du fort, il avait donc donné à Bowie l'ordre de récupérer l'artillerie et de faire exploser la fortification afin de ne pas la laisser aux mains des Mexicains. Mais Bowie et le commandant d'Alamo, James C. Neill, constatant qu'ils ne disposaient pas d'assez de bœufs pour emporter l'artillerie, décidèrent de ne pas détruire le fort. Le 26 janvier, un des hommes de Bowie, James Bonham, organisa un vote qui fit officiellement passer la résolution de garder le fort. Bonham signa cette résolution en premier et la signature de Bowie fut apposée en second.
Grâce aux relations de Bowie par son mariage et grâce à sa parfaite maîtrise de l'espagnol, la population majoritairement mexicaine de San Antonio fournit régulièrement aux retranchés des informations sur les mouvements de troupe de l'armée mexicaine. Après avoir appris que Santa Anna se dirigeait avec 4 500 hommes sur la ville, Bowie écrivit plusieurs lettres au gouvernement provisoire pour lui demander de l'aide dans la défense de Fort Alamo, et particulièrement « des hommes, de l'argent, des fusils, et de la poudre à canon ».
Dans une autre lettre, adressée au gouverneur Smith, il réitéra son point de vue que « Le salut du Texas dépend dans une grande mesure de notre capacité à défendre Béxar de la portée de nos ennemis. La ville sert de garde-frontière et, si elle venait à passer aux mains de Santa Anna, il n'y aurait plus d'autre bastion depuis lequel le repousser et l'empêcher de poursuivre sa marche vers le Sabine. » La lettre à Smith se termina par les mots « Le colonel Neill et moi-même en sommes venus à la résolution solennelle que nous préférerons mourir dans ses fossés plutôt que de les abandonner à l'ennemi. »
Le 3 février, Davy Crockett arriva avec trente hommes du Tennessee. James C. Neill partit en congé, le 11 février, pour rendre visite à sa famille malade, et il laissa le commandement à William Travis, un membre de l'armée régulière. Bowie était plus âgé que Travis et disposait d'une meilleure réputation ; il se considérait en outre comme colonel, rang qui le rendait supérieur à Travis, qui n'était que lieutenant colonel. Il refusa d'obéir à Travis, qui décida de s'en remettre à une élection afin que les soldats choisissent eux-mêmes leur commandant. Ceux-ci choisirent Bowie, ce qui rendit Travis furieux ; Bowie fêta son élection par une grosse beuverie, qui causa de nombreux dommages dans San Antonio, notamment lorsque Bowie et ses hommes relâchèrent des prisonniers détenus dans les prisons locales et attaquèrent des citoyens. Travis en fut dégoûté, mais, deux jours plus tard, les hommes se mirent d'accord pour un commandement conjoint : Bowie commanderait les volontaires et Travis commanderait l'armée régulière ainsi que les cavaliers.

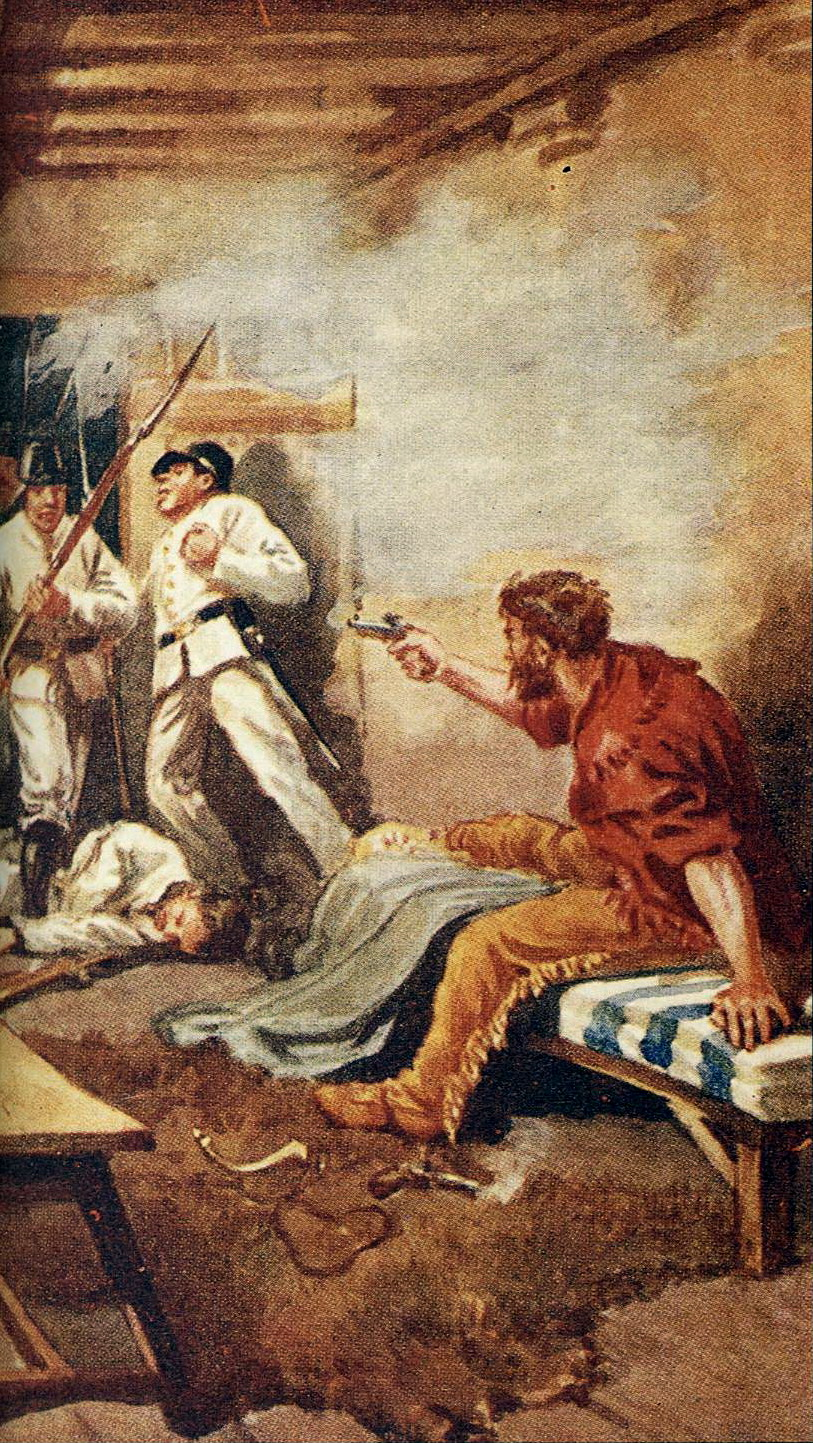
Mort de James Bowie à Fort Alamo. Illustration de Charles Stephens, 1898.

Le 23 février, les cloches de San Fernando sonnèrent l'alarme à l'approche des Mexicains. Travis ordonna à toutes les forces texanes de se réfugier dans le fort Alamo ; James Bowie rassembla en hâte des provisions et un troupeau de bétail qu'il mit à l'abri dans le camp. Craignant pour la sécurité de la famille de sa femme à San Antonio, Bowie invita ses cousines Getrudis Navarro et Juana Navarro Alsbury, ainsi que le fils de cette dernière, un bébé de dix-huit mois, Alijo Perez Jr., à rester à l'intérieur des murs de Fort Alamo. Il amena également plusieurs serviteurs noirs, certains travaillant au Palace Veramendi. Bowie tomba malade et deux docteurs, y compris le chirurgien du fort, furent incapables de diagnostiquer sa maladie. Travis redevint alors le seul commandant des forces quand Bowie dut s'aliter. Santa Anna et son armée commencèrent le siège d'Alamo le 24 février. L'armée mexicaine leva le drapeau rouge pour prévenir les défenseurs qu'aucun quartier ne serait fait. 
Bowie et Travis commencèrent à envoyer des courriers pour demander d'urgence des provisions et de l'assistance. Travis envoya le lendemain, le 25, Juan Seguin sur le cheval de Bowie afin de recruter des renforts et 32 hommes supplémentaires arrivèrent. 
Le 26, David Crockett rapporta que Bowie, bien que souffrant gravement de sa maladie, continuait à ramper depuis son lit vers midi chaque jour et se présenter aux habitants d'Alamo, ce qui relevait le moral de ses camarades. 35 ans après la chute d'Alamo, un journaliste identifia Louis « Moses » Rose comme le seul homme à avoir « déserté » les forces texanes d'Alamo. Selon la version du reporter, quand Travis réalisa que l'armée mexicaine gagnerait inéluctablement, il dessina une ligne sur le sol et demanda à ceux qui étaient prêts à mourir pour la cause de franchir la ligne. À la demande de Bowie, Crockett et plusieurs autres portèrent son lit de l'autre côté de la ligne, laissant Rose seul. Après cette publication, plusieurs témoins oculaires confirmèrent ce compte-rendu, mais comme Rose était décédé lorsque le reporter sortit son article et qu'il a admis par ailleurs avoir embelli d'autres articles, beaucoup d'historiens se refusent à lui faire confiance. 
Bowie mourut le 6 mars avec les autres défenseurs d'Alamo. En dépit des récits contradictoires sur sa mort, le plus répandu (et probablement le plus véridique) affirme qu'il fut tué sur son lit, appuyé contre le mur, se défendant avec ses pistolets et son fameux couteau.

## Représentation dans les arts

### Au cinéma
James Bowie fut incarné au cinéma par :
- Alan Ladd dans La Maîtresse de fer en 1952 ;
- Stuart Randall (en) dans Le Déserteur de Fort Alamo en 1953 ;
- Sterling Hayden dans Quand le clairon sonnera en 1955 ;
- Richard Widmark dans le film de et avec John Wayne, Alamo en 1960.
- Jason Patric dans Alamo de John Lee Hancock en 2004

#### A la télévision
- Interprété par Chris Browning (en) dans l'épisode 5 de la saison 1 de la série Timeless en 2016.